# 芙蓉镇 (永顺县)
芙蓉镇，是中华人民共和国湖南省湘西土家族苗族自治州永顺县下辖的一个镇。旧名王村鎮，因电影《芙蓉鎮》曾在此拍摄而於2007年改名為芙蓉鎮。芙蓉镇原为西汉酉阳县治所，是湘西“四大名镇”之一，被评为“国家历史文化名镇”及“国家4A级景区”。

## 行政区划
芙蓉镇下辖以下地区：
商合社区、河畔社区、新区社区、发树村、孔坪村、太坪村、百胜村、双桥村、科皮村、克必村、明溪村、新元村、保坪村、兰花洞村、雨龙村和毛冲村。

## 图集
- 俯瞰
- 沿河
- 戏院
- 芙蓉桥